# Helicopsyche pellmyri
Helicopsyche pellmyri is een schietmot uit de familie Helicopsychidae. De soort komt voor in het Australaziatisch gebied.